# 경합권리자확정소송
경합권리자확정소송(競合權利者確定訴訟)은 미국의 복합소송제도이다. 이해 당사자는 불리하며, 상충되는, 중복적인 법적 주장들에 직면하고 있다. 예를 들면, 한 사람이 생명 보험에 든 채 죽는다고 가정하면 보험회사는 누가 그 수익금을 받아야 하는 지에 분쟁이 있을 것이란 걸 안다.

## 참조문헌
- 유익한 상법 - 경합권리자 확인소송 (Interpleader Action) 2010-03-05
- 김정환, 미국의 복합소송제도와 그 도입가능성 : interpleader, impleader, cross-claim을 중심으로
- 미국연방법원에서 경합권리자확정소송에 관한 소고
- 뉴저지주 법원-특별민사 법원 안내 보관됨 2015-01-04 - 웨이백 머신

## 같이 보기
- 연방민사소송규칙
- 반소
- 교호소송